# Gitua
Pour les articles homonymes, voir ggt.
Le gitua (code de langue IETF : ggt) est une des langues ngero-vitiaz, parlé par 760 locuteurs (2000) dans la province de Morobe, parmi une ethnie d'un millier d'individus, sur la côte nord de la péninsule Huon.
Il est également appelé gitoa ou kelana. 